# تيد تورنر (كاتب أغاني)
تيد تورنر (بالإنجليزية: Ted Turner)‏ هو عازف قيثارة ومغني وكاتب أغاني بريطاني، ولد في 2 أغسطس 1950 في إنجلترا في المملكة المتحدة.

## وصلات خارجية
- الموقع الرسمي
- تيد تورنر على موقع ميوزك برينز (الإنجليزية)
- تيد تورنر على موقع أول ميوزيك (الإنجليزية)
- تيد تورنر على موقع ديسكوغز (الإنجليزية)